# La'am
La'am var ett liberalt israeliskt parti, bildat genom samgående mellan Fritt Centrum, Nationella listan och Rörelsen för Stor-Israel.
Inför valet till Knesset 1973 upprättade La'am valteknisk samverkan med Gahal under det gemensamma namnet Likud.
La'am fortsatte som en självständig gruppering inom Likud under följd av år innan man 1988 formellt upplöstes och uppgick i det konservativa enhetspartiet Likud.